# Pterostichus muellermotzfeldi
Pterostichus muellermotzfeldi is een keversoort uit de familie van de loopkevers (Carabidae). De wetenschappelijke naam van de soort werd voor het eerst geldig gepubliceerd in 2006 door Wrase & J.Schmidt.